# Гомес Уртадо, Альваро
Альваро Гомес Уртадо (исп. Álvaro Gómez Hurtado; 8 мая 1919, Богота, Колумбия — 2 ноября 1995, Богота, Колумбия) — колумбийский политик, общественный и дипломатический деятель, юрист, журналист, один из авторов Конституции Колумбии 1991 года. Сенатор Колумбии (1951—1952). Член Палаты представителей Колумбии (1944—1946 и 1949—1951).

## Биография

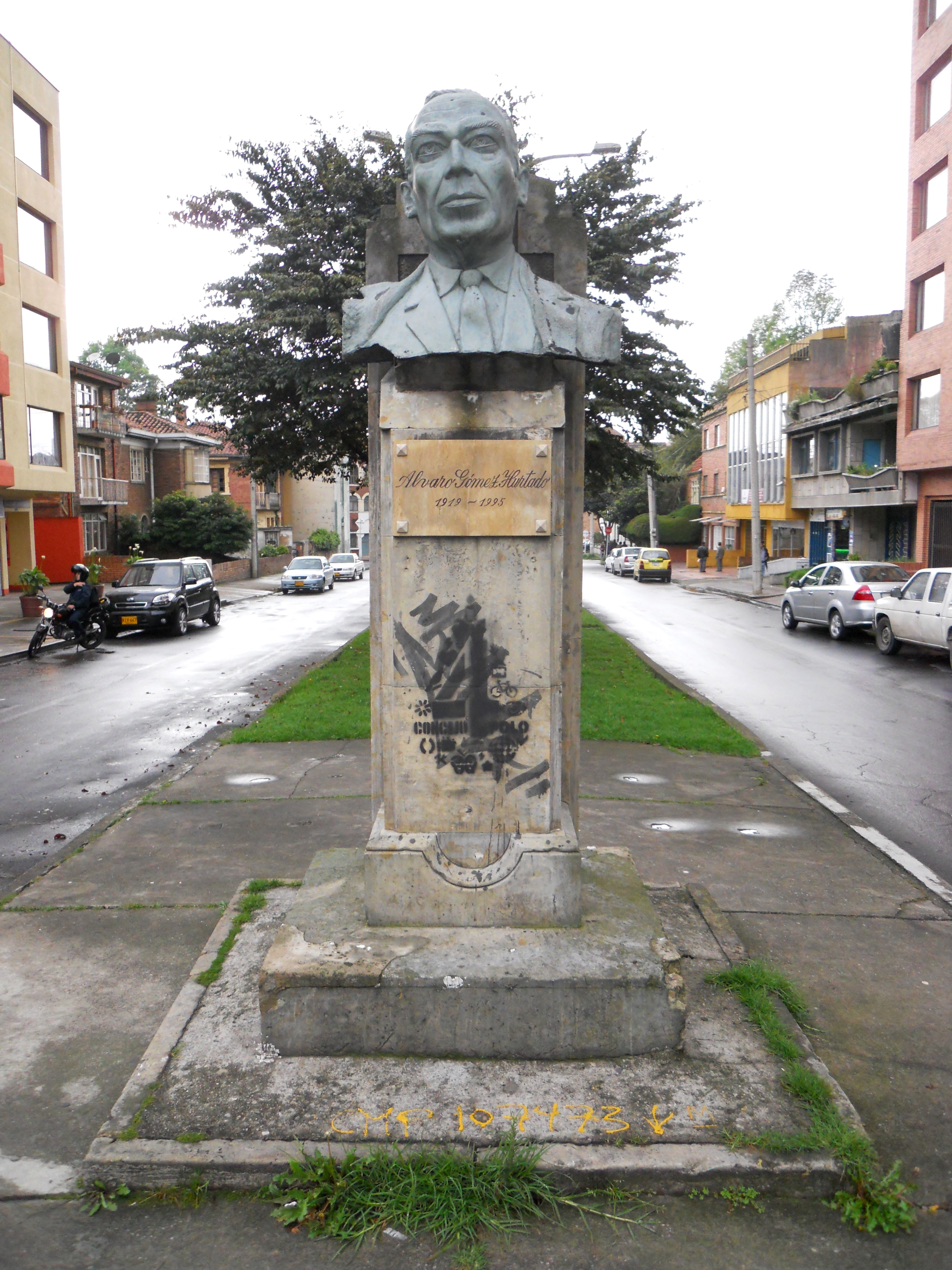
Бюст Альваро Гомеса Уртадо в Боготе

Сын лидера консерваторов Лауреано Гомеса Кастро, президента Колумбии в 1950—1951 годах.
До 1941 года изучал право в Папском Ксавьерском университете в Боготе. Работал адвокатом. Сотрудничал с газетой El Nuevo Siglo. Основал еженедельный деловой журнал Síntesis Económica («Экономический синтез»), создавал выпуски телевизионного новостного шоу «Noticiero 24 Horas» («Новости 24 часа»).
Активный член Колумбийской консервативной партии. Выступал против аграрной реформы 1961 года; занимал жесткую позицию против левых повстанцев. Во время президентства своего отца (1950—1953) возглавлял проправительственный блок в сенате Колумбии. После свержения Лауреано Гомеса Кастро в 1953 году он, как и его отец, жил в изгнании. В 1990 году основал правую партию Движение национального спасения. Трижды безуспешно баллотировался на пост президента Колумбии (1974, 1986 и 1990).
Посол Колумбии в ООН, Швейцарии (1947—1948), Италии (1953), США (1983—1985) и Франции (1991—1993).
В 1988 году Альваро Гомес Уртадо был похищен партизанами колумбийской группировки Движение 19 апреля и удерживался в течение шести месяцев, но позже освобождён благодаря вмешательству Альваро Лейвы.
2 ноября 1995 года убит группой вооруженных людей в Боготе. Преступление осталось нераскрытым.
Похоронен на Центральном кладбище Боготы.

## Избранные публикации
- La Revolución en América
- La Calidad de Vida
- Soy libre
- Compilación de conferencias dictadas en la Universidad Sergio Arboleda.